# Bandera d'El Salvador
La bandera del Salvador consisteix en tres franges horitzontals iguals, blaus les extremes, representant el cel salvadorenc, i blanca la central representant l'ànsia de pau i concòrdia.
La legislació vigent distingeix tres tipus en funció del seu ús, la Magna, amb l'escut d'El Salvador en la franja central per a cerimònies en les quals participin els tres poders de l'estat i les Festes pàtries, la d'edificis i oficines públiques amb la llegenda DIOS UNIÓN LIBERTAD (Déu, Unió, Llibertat; en català) en la franja central, i la de desfilades, de disseny similar a l'anterior. Les grandàries difereixen lleugerament entre elles, sent les dimensions de la Magna de 3,35 metres de llarg i 1,89 metres d'alt.